# Pont-Authou
Pont-Authou é uma comuna francesa na região administrativa da Normandia, no departamento de Eure. Estende-se por uma área de 3,52 km². Em 2010 a comuna tinha 623 habitantes (densidade: 177 hab./km²).